# Karády Ignác
Karády Ignác (? – Atlanti-óceán, 1858. szeptember 6.) nevelő, nyelvtanár, műfordító.

## Élete
1848-tól Kossuth Lajos fiainak nevelője volt. Az angol kormány közbenjárásával megengedte a császári kormány, hogy Kossuth fiai atyjukhoz mehessenek Kiutahiába. Karády kísérte a fiúkat, akik aztán onnan 1851. október 4-én érkeztek Southamptonba, 8-án Londonba. 1853. január 5-én nevelőjükkel tanulás végett Párizsba érkeztek, ahol folytatták tanulmányaikat. Karády is hallgatta ott Beudant földtani előadásait, és 1857. május 3-án növendékeivel együtt visszatért Londonba és az ottani egyetemen tanultak. Karády szívbaja súlyosodván, hazavágyott. Öreg édesapja, – hogy fia hazatérésének ügyében közbenjárjon – Aradról Bécsbe utazott. Ekkor írta többi közt Rónay János honvéd századosnak: „Annyira elfogytam a költségből, hogy még csak egy tajt pipát sem vihetek ajándékba Bach urnak”. Karády már ajándékokat is vásárolt rokonai, barátai számára és várta a választ Bécsből. Az végre megérkezett: nem léphet magyar földre. Ekkor enyhülés végett 1858. augusztus 29-én Londonból a Fulton gőzhajón Amerikába utazott; azonban útjának utolsó napján szeptember 6-án a hajón meghalt, és az óceán hullámai közé temették. Haláláról számos amerikai magyar emigráns is értesült, köztük a Bostonban élő Ács Gedeon is, aki Karádyval Kütahyán ismerkedett meg, s olykor helyette adott leckéket a Kossuth-gyermekeknek. Ács Karády halálát leírta naplójában, melynek egy része nyomtatásban is megjelent.
Eredeti és fordított beszélyeket, cikkeket írt a Regélő Pesti Divatlapba (1843), a Szivárványba (1844. A recipe), a Pesti Divatlapba (1845. Károly angol királynak kivégeztetése, Guizot után, 1848. Baráti találkozat, francia beszély); a Magyar Sajtóba (1855. 15. sz. Mutatvány földtani munkámból. I. rész, harmadik fejezet A föld alakulásának leírása).

## Munkái
- Francia-magyarnyelv társalgás kézikönyve. Coursier E. után. Pest, 1847. (2. kiadás. Uo. 1854. Franczia czímmel 4. kiadás. Uo. 1867., 5. k. 1874. Bpest) Online
- Elemi nevelés szülők és nevelők használatára. Pozsony, 1848.
- Első oktatása a franczia nyelvnek. alsó oskolák, nevelő intézetek és tanuló gyermekek számára. Pest, 1848. (2. kiadás 1852., 3. k. 1860. Uo.)
- Új magyar-német levelező a nép számára, vagyis: gyűjteménye a polgári életben előforduló mindenféle iratoknak, mint: köszöntő-, köszönő-, mentegető-, meghívó-, ajánló-, emlékeztető- és intő-levelek; valamint nyugtatványok, váltók, utalványok, bizonyítványok, meghatalmazások, folyamodások, szerződések, végintézetek sat. Uo. 1848. (2. bőv. kiadása 1853., 3. bőv. k. 1855., 4. k. 1857. 5. k. 1861., 6. k. 1865. Uo. 9. k. 1878. Bpest, 10. k. Uo. 1886.)
- Új franczia-magyar és magyar-franczia zsebszótár II. kötet. Magyar-Franczia rész. Uo. 1848. (Az I. Franczia-magyar részt Kiss Mihály írta 1844-ben)
- Miguel de Cervantes, Don Quichotte de la Manche. Nagyobb gyermekek számára kidolgozott munka után fordította. Pest, 1848. (és 1864. Uo.).
- Regék és mesék Pest, ... (3. bőv. kiadás. Grimm regéinek felhasználásával átdolgozta Gaál Mózes. Bpest, 1895. 16 színes képpel).

Volt iratai közt egy érdekes mű, írja Rónay, melyben ázsiai vándorlását írja le, talán atyja birtokába került.